# کاپیتول ایالت جورجیا
کاپیتول ایالت جرجیا (Georgia State Capitol) بنایی است که شاخه مقننه دولت ایالت جرجیا در آن قرار دارد.
بنای کنونی در سال ۱۸۹۹ با معماری Edbrooke and Burnham ساخته گردید و در آتلانتا قرار دارد.
این بنا خانه مجلس نمایندگان و سنای ایالت است.